# Magazinbibliothek

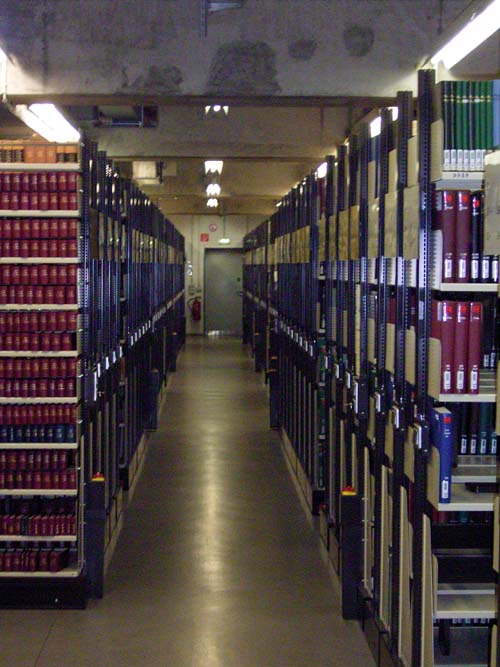
Blick in das Bibliotheksmagazin an der Universitätsbibliothek der TU Hamburg

Als Magazinbibliothek bezeichnet man eine Bibliothek, deren Medien sich in einem Bibliotheksmagazin befinden, das dem Bibliotheksnutzer nicht (wie bei der Freihandaufstellung) unmittelbar zur Verfügung steht. Die Benutzung beziehungsweise Ausleihe des Bestandes ist daher nur über eine Bestellung mittels Bibliothekskatalogen möglich und mit gewissen Wartezeiten verbunden. 
Viele Bibliotheken lagern einen Teil ihres Bestandes in Magazinen. Eine reine Magazinbibliothek ist zum Beispiel die Medizinhistorische Bibliothek der Universität Zürich.
Eine besondere Form der Magazinbibliothek ist die Fernbibliothek oder Versandbibliothek. Weil das Ausleihgut ausschließlich per Post oder Kurier versandt wird, muss das Magazin nicht an einer innerstädtischen Lage stehen.
Freihandbibliothek und Magazinbibliothek können auch in einer einzigen Institution zusammengefasst sein, in die weniger gefragten Bestände in einer Außenstelle gebunkert werden (Speicherbibliothek). Betreiben mehrere Bibliotheken eine gemeinsame Speicherbibliothek, kann die Zahl der aufbewahrten Exemplare eines Buches reduziert werden.
Firmenbibliotheken und Betriebsbibliotheken sind oft als Magazinbibliotheken angelegt. Die Ausleihe von Büchern nach extern findet meistens nicht oder nur eingeschränkt statt. Die Bibliothek einer Zeitungs-Redaktion kann zum Beispiel keine Bücher nach extern ausleihen, damit die Redakteure einen schnellen Zugriff auf solche grundsätzlichen Informationen haben, die nur in Buchform verfügbar sind.